# داتش فان دير ليند
داتش فان دير ليند هي شخصية خيالية ومن أهم الشخصيات التي ظهرت في لعبة ريد ديد ريدمبشن 1 وريد ديد ريدمبشن 2، هو زعيم عصابة من أصل هولندي-بلجيكي-إنجليزي وتوفي في عام 1911، قام بنجامين بايرون ديفيس بأداء صوت الشخصية وتحركاتها.

## نبذة عن حياته وعصابته
ولد داتش فان دير ليند في عام 1855 لأب هولندي لم يتم ذكر أسمه وأم إنجليزية تدعى جريتا الذي توفيت في عام 1881 ودفنت في بلاكووتر، لايوجد الكثير من المعلومات عن أيام شبابه سوى القليل، قاتل والد داتش من أجل الاتحاد في الحرب الأهلية الأمريكية وتوفي في معركة يقال انها معركة جيتيسبيرغ، يقال ان داتش غادر منزله وهو بسن 15 سنة فقط، كان داتش يحترم الحرية وكان يحلم بعيش حياة مستقلة، في بداية حياته الإجرامية كان لديه علاقة مع زعيم عصابة يدعى كولم أودريسكول، في منتصف سبعينيات القرن التاسع عشر عثر داتش وصديقه كولم على شخص يدعى هوسيا ماثيوز، لاحقاً قرر داتش وهوسيا الدخول في شراكة لأنشاء عصابتهم الخاصة، لاحقاً انضم معهم آرثر مورغان وجون مارستون وابيغيل روبرت وخافيير أسكويلا وبيل وليامسون ومايكا بيل، لاحقاً بدأت عصابة داتش معاداة عصابة الأودريسكول بعدما قام داتش بقتل أخ كولم وبعدها قتل كولم حبيبة داتش أنابيل مما أدى إلى حرب بين جميع العصابات، كان داتش وعصابته يسرقون الأغنياء الذين لديهم الكثير من المال وكانت لديهم نوايا للانتقال الى مكان ما بعيد عن الحكومه .